# Monti di Castro
Monti di Castro este o arie protejată (arie specială de conservare — SAC, sit de importanță comunitară — SCI) din Italia întinsă pe o suprafață de 1.558 ha, integral pe uscat.

## Localizare
Centrul sitului Monti di Castro este situat la coordonatele 42°30′52″N 11°35′34″E / 42.514444°N 11.592778°E.

## Înființare
Situl Monti di Castro a fost declarat sit de importanță comunitară în iunie 1995 pentru a proteja 4 specii de animale. Situl a fost protejat și ca arie specială de conservare în decembrie 2016.

## Biodiversitate
Situată în ecoregiunea mediteraneană, aria protejată conține 2 habitate naturale: Pseudostepă cu ierburi și specii anuale de Thero-Brachypodietea, Păduri de Quercus ilex și Quercus rotundifolia.
La baza desemnării sitului se află mai multe specii protejate de  păsări (4): șerpar (Circaetus gallicus), dumbrăveancă (Coracias garrulus), gaia neagră (Milvus migrans), viespar (Pernis apivorus).
Pe lângă speciile protejate, pe teritoriul sitului au mai fost identificate 1 specie de plante, 5 specii de mamifere.